# 드라이제 췬트나델게베어

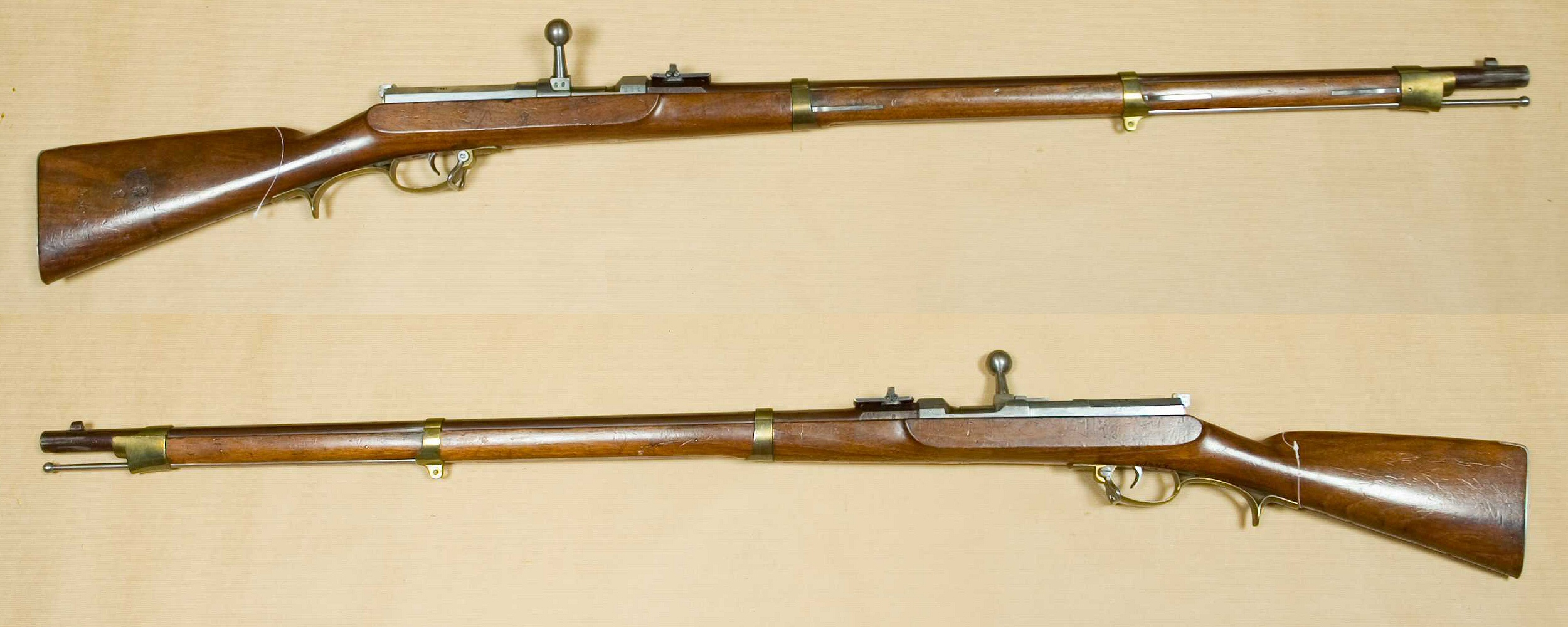

드라이제 췬트나델게베어(독일어: Dreyse-Zündnadelgewehr)는 요한 니콜라우스 폰 드라이제가 개발한 후장식 소총이다. 1841년 프로이센이 1841년형 경뇌관소총(독일어: leichtes Perkussionsgewehr Model 1841)이라는 이름으로 제식 채용하여 보불전쟁에서 활약한 것으로 유명하다. "췬트나델게베어"란 풀이하면 "격발바늘 소총"이라는 뜻으로, 바늘 모양의 공이가 지제약협 뒤쪽을 뚫고 들어가 탄알 밑바닥의 뇌관을 찔러 격발시키는 데서 비롯된 이름이다. 또한 드라이제는 볼트액션 방식을 최초로 사용한 후장소총이기도 하다. 연발 속도는 분당 10에서 12발 정도였다.
개발자 드라이제는 1824년부터 총의 개발을 시작하여 시행착오 끝에 1836년 완성했다. 1864년 이 공로로 귀족 작위를 받았다.